# Vandalisme de bouche d'incendie
Le vandalisme de bouche d'incendie, appelé dans les médias français street pooling, faux anglicisme signifiant « transformation de la rue en piscine », consiste à ouvrir de force un hydrant en dehors d'un cas d'incendie, généralement lors d'une canicule, afin de répandre dans la rue l'eau sous pression qui en jaillit.

## États-Unis

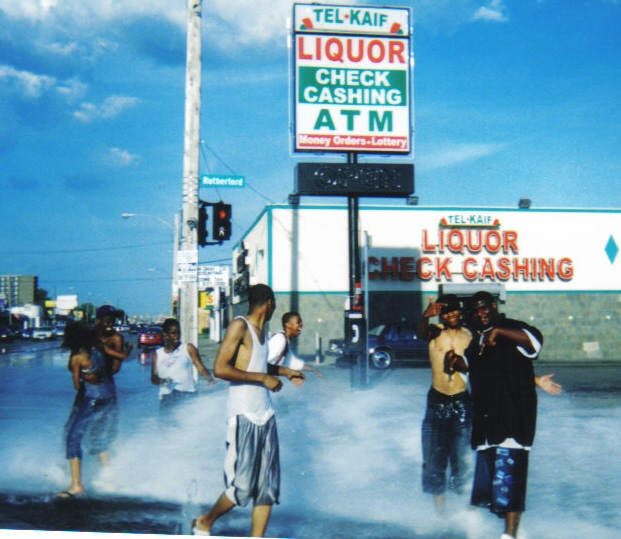
Jeunes gens jouant avec une bouche d'incendie ouverte, en 2005.

Le pays connaît une canicule en août 1896 qui tue près de 1 500 personnes en deux semaines. La décision de rafraîchir les rues avec de l'eau est prise par le chef de la police de New York, Theodore Roosevelt.
L'ouverture d'une bouche à incendie modérée par un capuchon d'arrosage en sortie est autorisée à New York, si elle est demandée aux pompiers par une personne majeure.

## France

### 2015
La pratique est constatée pour la première fois à grande échelle à l'été 2015 lorsque plusieurs centaines de bornes sont ouvertes. Le syndicat des eaux d'Île-de-France a estimé à 250 000 m3 la quantité d'eau gaspillée ainsi lors de l'été 2015, ce qui correspond au tiers de la production journalière du syndicat.

### 2016
Le syndicat des eaux d'Île-de-France a estimé à 450 000 m3 d'eau la quantité perdue cette année, en augmentation par rapport à 2015.

### 2017
Le phénomène apparaît également en 2017 à la suite d'un épisode de fortes chaleurs. Le 22 juin, le syndicat des eaux d'Île-de-France estime que 60 000 m3 ont été ainsi gaspillés depuis le 26 mai en Île-de-France. La couverture médiatique du phénomène entraîne une forte réaction des autorités qui rappellent que cette pratique est sujette à amende ; par exemple, à Gennevilliers, une amende de 500 euros pour les ouvreurs de vanne, instaurée en 2015, est remise en vigueur. D'une façon générale, cette pratique est sanctionnée en France en théorie de cinq ans de prison et 75 000 € d'amende.

## Conséquences

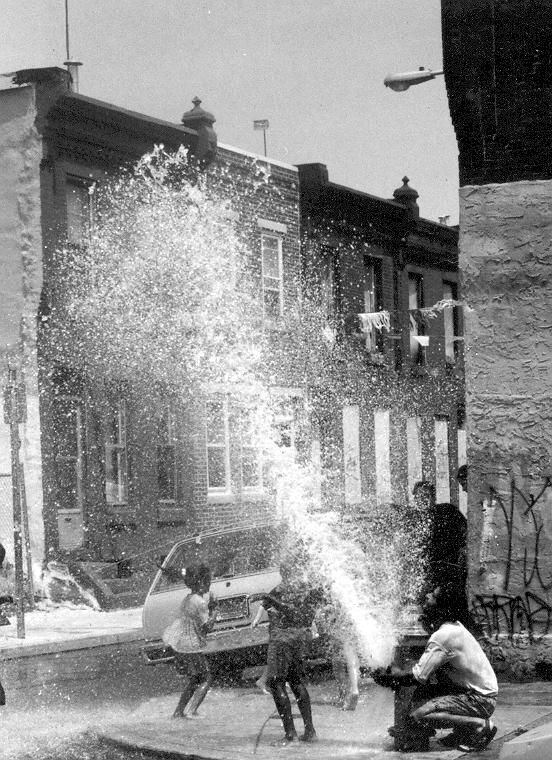
À Philadelphie en 1996.

### Risques
Cette pratique est dangereuse.
D'abord, la force du jet d'eau, qui peut atteindre un débit d'un mètre cube par minute, risque de blesser directement.
Ensuite, l'accumulation d'eau peut être à l'origine d'inondations dans les habitations aux alentours ou encore d'accidents de la route en provoquant de l'aquaplanage.
Ces inondations peuvent également provoquer des désordres électriques (court-circuit, rupture d'alimentation ou de téléphonie, ...) si l'eau entre en contact avec des câbles électriques nus.

Plus insidieusement enfin, le débit sortant de la bouche ouverte peut réduire la pression dans le réseau de trois bars.
De ce fait le débit disponible ailleurs est moindre que ce qui peut être nécessaire, notamment pour les pompiers s'ils doivent éteindre un incendie à proximité et plus encore si l'incendie se produit dans les derniers niveaux.
En juin 2017, les ouvertures sauvages ont touché environ 150 communes de la région parisienne, sur environ 500 appareils, provoquant un gaspillage d'environ 150 000 m3 d'eau selon les informations du syndicat des eaux d'Île-de-France, l'équivalent de 150 000 000 litres ou 60 piscines olympiques. Ceci correspond à un gaspillage sur ce même mois de 600 000 m3 d'eau en Île-de-France, soit 600 000 000 litres ou 240 piscines olympiques. Le coût de ces ouvertures se compose, d'une part, du coût de l'eau (entre 60 000 et 80 000 euros) et, d'autre part, des coûts indirects liés aux interventions de personnels.
Pour faire des économies sur les dépenses d'eau, certaines municipalités font installer des systèmes de bague/kit antieffraction ; leur coût est de 600 euros par borne.

### Accidents
En 2015 à Bobigny, un enfant de 8 ans qui s'était assis sur une bouche d'incendie a été blessé après avoir fait un vol plané de près de 8 mètres,.
En juin 2019 à Saint-Denis, un enfant de 6 ans a été grièvement blessé après avoir été projeté sur plusieurs mètres.

### Sanction juridique
En France, cette pratique fait risquer à son exécutant une peine de cinq ans de prison et 75 000 € d’amende, au regard des articles 322-1 et suivants du code pénal.